# Nuncjatura Apostolska w Hiszpanii
Nuncjatura Apostolska w Hiszpanii (hisz. Nunciatura Apostólica en el Reino de España) – misja dyplomatyczna Stolicy Apostolskiej w Królestwie Hiszpanii. Siedziba nuncjusza apostolskiego mieści się w Madrycie.
Nuncjusz apostolski pełni tradycyjnie godność dziekana korpusu dyplomatycznego akredytowanego w Hiszpanii od momentu przedstawienia listów uwierzytelniających.
Od 1996 nuncjusz apostolski w Hiszpanii akredytowany jest również w Księstwie Andory.

## Historia
Nuncjusze apostolscy wysyłani są do Hiszpanii co najmniej od XVI w.
Dwóch nuncjuszy apostolskich w Hiszpanii zostało później papieżami:
- abp Giambattista Castagna - nuncjusz apostolski w Hiszpanii w latach 1565 – 1572; w 1590 został papieżem i przybrał imię Urban VII
- abp Giulio Rospigliosi - nuncjusz apostolski w Hiszpanii w latach 1644 – 1653; w 1667 został papieżem i przybrał imię Klemens IX

W latach 2007–2016 nuncjusz apostolski w Hiszpanii był również Stałym Obserwatorem Stolicy Apostolskiej przy Światowej Organizacji Turystyki Narodów Zjednoczonych.

## Nuncjusze apostolscy w Hiszpanii
w XX i XXI w
- abp Aristide Rinaldini (1899 – 1907) Włoch
- abp Antonio Vico (1907 – 1911) Włoch
- abp Francesco Ragonesi (1913 – 1921) Włoch
- abp Federico Tedeschini (1921 – 1938) Włoch; w latach 1935 - 1938 pronuncjusz
- abp Gaetano Cicognani (1938 – 1953) Włoch
- abp Ildebrando Antoniutti (1953 – 1962) Włoch
- abp Antonio Riberi (1962 – 1967) Monakijczyk
- abp Luigi Dadaglio (1967 – 1980) Włoch
- abp Antonio Innocenti (1980 – 1985) Włoch
- abp Mario Tagliaferri (1985 – 1995) Włoch
- abp Lajos Kada (1995 – 2000) Węgier
- abp Manuel Monteiro de Castro (2000 – 2009) Portugalczyk
- abp Renzo Fratini (2009 - 2019) Włoch
- abp Bernardito Auza (2019 – 2025) Filipińczyk